# Abraham Gulich
Abraham Gulich (Abrahami Gulichii, Abrahamus Gulichius; * 1642 in Heusden (Niederlande); † 31. Dezember 1679) war Ordentlicher Professor für Philosophie und Extraordinarius für Theologie am Gymnasium Hammonense sowie Professor an der Universität Leiden und der Universität Franeker.
Er gehörte den Coccejanern an.

## Veröffentlichungen
- De cognitione Dei; 1676
- De initiatione philosophi; 1675
- Hermeneutica Sacra: Auctior Et Emendatior; Amsterdam 1675 (1726 Emanuel Nikolaus Haller)
- Abrahami Gulichii ... Theologiae propheticae pars altera, ...; Amsterdam, 1684